# فترة التناوب

رسم متحرك لدوران الكويكب 433 إروس

في علم الفلك ، الدَّوْر أو الدورة أو مدة الدورة أو المدة أو زمن الدوران أو فترة التناوب لجرم فلكي هو الوقت الذي يستغرقه لإكمال دورة واحدة حول محوره ضمن حركة الالتفاف حول مركز الجسم نفسه بالنسبة إلى النجوم الثابتة في الخلفية. وتختلف عن اليوم الشمسي .
والذي يتضمن دوران إضافي مطلوب لاستيعاب جزء من الفترة المدارية للكوكب خلال يوم واحد . النجوم في الفضاء تبدو وكأنها تدور حول محور الكوكب فعندما يكمل نجم دورة حول محور كوكب مرة واحدة يطلق على هذة الفترة فترة تناوب (دوران) فلكي أو فترة التناوب للكوكب .

## قياس فترة التناوب
فترة التناوب للأجسام الصلبة، مثل الكواكب الصخرية والكويكبات، فترة التناوب لها هي قيمة واحدة وثابتة . أما بالنسبة إلى الأجرام الغازية / والمائعة مثل النجوم والكوكب الغازية تتفاوت من خط الاستواء إلى القطبين نظرا لظاهرة تسمى الدوران التفاضلي بسبب اختلاف سرعة الدوارن بين خط الاستواء وخط العرض الأعلى .

## الأرض
فترة التناوب للأرض بالنسبة لنجم ثابت يطلق عليها يوم نجمي بحسب الهيئة الدولية لدوران الأرض والنظم المرجعية.

## فترة التناوب لبعض الأجرام السماوية
| الجرم             | فترة التناوب                                                                        | فترة التناوب                                    |
| ----------------- | ----------------------------------------------------------------------------------- | ----------------------------------------------- |
| الشمس             | 25.379995 يوماً (استوائي) 35 days (خطوط العرض العلوية)                               | 25ᵈ 9ʰ 7ᵐ 11.6ˢ 35ᵈ                             |
| عطارد             | 58.6462 يوماً                                                                        | 58ᵈ 15ʰ 30ᵐ 30ˢ                                 |
| الزهرة            | –243.0187 يوماً                                                                      | −243ᵈ 0ʰ 26ᵐ                                    |
| الأرض             | 0.99726968 يوماً                                                                     | 0ᵈ 23ʰ 56ᵐ 4.0910ˢ                              |
| القمر             | 27.321661 يوماً (متزامن مع الأرض)                                                    | 27ᵈ 7ʰ 43ᵐ 11.5ˢ                                |
| المريخ            | 1.02595675 يوماً                                                                     | 1ᵈ 0ʰ 37ᵐ 22.663ˢ                               |
| سيريس (كوكب قزم)  | 0.37809 يوماً                                                                        | 0ᵈ 9ʰ 4ᵐ 27.0ˢ                                  |
| المشتري           | 0.4135344 يوماً (داخلي استوائي) 0.41007 يوماً ) 0.41369942 يوماً ( خطوط العرض العلوية) | 0ᵈ 9ʰ 55ᵐ 29.37s 0ᵈ 9ʰ 50ᵐ 30ˢ 0ᵈ 9ʰ 55ᵐ 43.63ˢ |
| زحل               | 0.44403 يوماً (داخلي استوائي) 0.426 days 0.443 days (خطوط العرض العلوية)             | 0ᵈ 10ʰ 39ᵐ 24ˢ 0ᵈ 10ʰ 14ᵐ 0ᵈ 10ʰ 38ᵐ            |
| اورانوس           | −0.71833 يوماً                                                                       | −0ᵈ 17ʰ 14ᵐ 24ˢ                                 |
| نبتون             | 0.67125 يوماً                                                                        | 0ᵈ 16ʰ 6ᵐ 36ˢ                                   |
| بلوتو             | −6.38718 يوماً متزامن مع القمر شارون                                                 | –6ᵈ 9ʰ 17ᵐ 32ˢ                                  |
| هاوميا (كوكب قزم) | 0.163145 يوماً                                                                       | 0ᵈ 3ʰ 54ᵐ 56ˢ                                   |